# Group Sex
Albums de Circle Jerks
Wild in the Streets
(1982)
Group Sex est le premier album de Circle Jerks, sorti en 1980.

## L'album
Il fait partie des 1001 albums qu'il faut avoir écoutés dans sa vie. 

### Titres
Tous les titres sont de Keith Morris et Roger Rogerson, sauf mentions. 
1. Deny Everything (0:26)
2. I Just Want Some Skank (1:09)
3. Beverly Hills (1:03)
4. Operation (Lucky Lehrer, Rogerson) (1:28)
5. Back Against the Wall (1:32)
6. Wasted (Morris, Greg Ginn) (0:41)
7. Behind the Door (Circle Jerks, Ginn) (1:23)
8. World Up My Ass (Rogerson) (1:14)
9. Paid Vacation (1:27)
10. Don't Care (Morris, Ginn) (0:35)
11. Live Fast Die Young (Morris, Greg Hetson) (1:33)
12. What's Your Problem (0:57)
13. Group Sex (Jeffrey Lee Pierce, Circle Jerks) (1:02)
14. Red Tape (Morris, Hetson) (0:56)

### Musiciens
- Keith Morris : voix
- Greg Hetson : guitare
- Roger Rogerson : basse
- Lucky Lehrer : batterie